# 테르모디스쿠스 마르치무스
테르모디스쿠스 마르치무스는 테르모디스쿠스속에 속하는 한 종이다.